# Santiago Salcedo
Santiago Salcedo (Asunción, 6 september 1981) is een Paraguayaans voetballer.

## Paraguayaans voetbalelftal
Santiago Salcedo debuteerde in 2003 in het Paraguayaans nationaal elftal en speelde 4 interlands.